# ATC A – Tápcsatorna és anyagcsere
Az ATC A – Tápcsatorna és anyagcsere a gyógyszerek anatómiai, gyógyászati és kémiai osztályozási rendszerének (ATC) egyik fő csoportja.
| ATC A   | Tápcsatorna és anyagcsere                                                      |
| ------- | ------------------------------------------------------------------------------ |
| ATC A01 | Sztomatológiai készítmények                                                    |
| ATC A02 | Gyomorsavval kapcsolatos betegségek kezelésére szolgáló szerek                 |
| ATC A03 | Funkcionális emésztőszervi rendellenességek gyógyszerei                        |
| ATC A04 | Hányáscsillapítók és émelygés elleni szerek                                    |
| ATC A05 | Epe- és májterápia                                                             |
| ATC A06 | Hashajtók                                                                      |
| ATC A07 | Hasmenésgátlók és a bél gyulladásos / fertőzéses megbetegedéseinek gyógyszerei |
| ATC A08 | Fogyasztószerek a diétás készítmények kivételével                              |
| ATC A09 | Digesztívumok, beleértve az enzimeket                                          |
| ATC A10 | Antidiabetikus terápia                                                         |
| ATC A11 | Vitaminok                                                                      |
| ATC A12 | Ásványi sók                                                                    |
| ATC A13 | Roborálószerek                                                                 |
| ATC A14 | Szisztémás anabolikumok                                                        |
| ATC A15 | Étvágyjavítók                                                                  |
| ATC A16 | A tápcsatorna és az anyagcsere egyéb gyógyszerei                               |